# Ústí nad Labem-Střekov (stacja kolejowa)
Ústí nad Labem-Střekov – stacja kolejowa w Uściu nad Łabą, w kraju usteckim, w Czechach. Znajduje się na wysokości 150 m n.p.m.
Jest zarządzana przez Správę železnic. Na stacji istnieje możliwość zakupu biletów i rezerwacji miejsc.

## Linie kolejowe
- 072 Lysá nad Labem – Ústí nad Labem západ
- 073 Ústí nad Labem-Střekov – Děčín